# USS Forrest Sherman (DD-931)
El USS Forrest Sherman (DD-931), llamado así en honor al almirante Forrest P. Sherman, fue un destructor líder de su clase que sirvió en la Armada de los Estados Unidos desde 1955 hasta 1982.

## Construcción
Fue encargado a Bath Iron Works de Bath, Maine. Iniciado con la puesta de quilla el 27 de octubre de 1953, fue botado el 5 de febrero de 1955 y asignado el 9 de noviembre del mismo año.

## Historia de servicio
Durante su vida operativa se destacó su participación de la Operación Inland Sea en 1959. Se trató de una navegación a los Grandes Lagos en ocasión de la inauguración de la vía marítima del San Lorenzo.
Fue pasado a la baja el 5 de noviembre de 1982.

## Nombre
Su nombre USS Forrest Sherman honra al almirante Forrest P. Sherman, quien fuera jefe de Operaciones Navales entre 1949 y 1951.